# Fremersberg
Le Fremersberg est une colline boisée à l'ouest de Baden-Baden (Allemagne, Land de Bade-Wurtemberg), culminant à 525 m. Située sur le territoire de la ville de Baden-Baden et de la commune de Sinzheim, elle se trouve à la lisière nord-ouest de la Forêt-Noire.

## Aménagements

### Tour de télécommunication

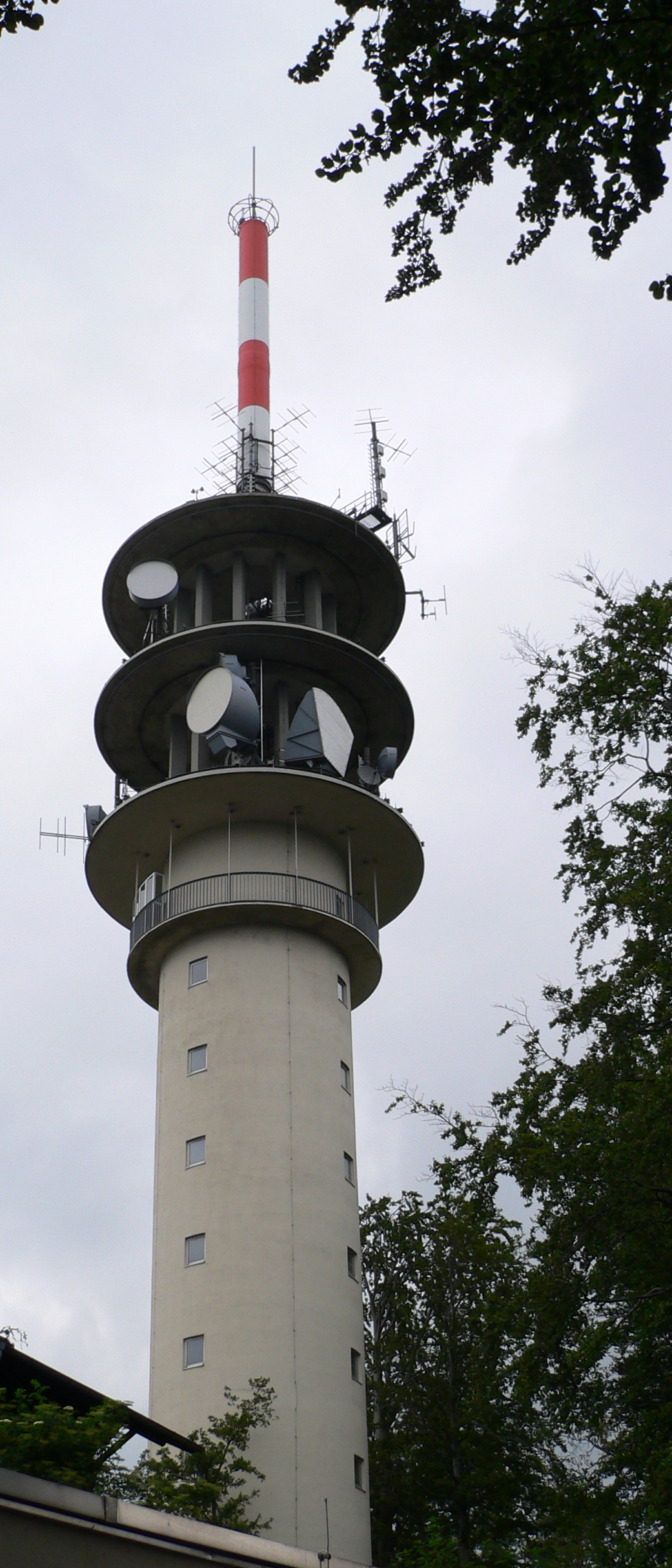
La tour du Fremersberg.

La tour de télécommunication, terminée en 1961, est située au point culminant de la colline (525 m). Sa hauteur est de 83 m et elle est bâtie en béton armé. Une plateforme d'observation du panorama a été installée à 30 m de hauteur ; celle-ci est accessible par un escalier métallique en colimaçon comportant 144 marches. La tour a remplacé une tour en pierre construite en 1883, rehaussée à 28 m en 1900 et rebâtie en 1954, dont la seule fonction était de permettre l'observation du panorama, au-dessus de la forêt.
De la plateforme d'observation, on jouit d'un vaste panorama : à l'ouest, le Fossé rhénan et, au-delà, les Vosges ; au nord-est, le mont Battert et le château de Hohenbaden ; à l'est, Baden-Baden, le mont Merkur et le nord de la Forêt-Noire.

### Site du monastère du Fremersberg
Sur les pentes de la colline, au sud-ouest du sommet, se trouve, dans une exclave de la commune de Sinzheim, le site de l'ancien monastère franciscain du Fremersberg, fondé selon la légende en 1426 par le margrave Jacques Ier de Bade. Le monastère fut dévasté à deux reprises pendant les guerres du XVIIe siècle et ne retrouva pas son prestige antérieur. Il fut démoli en 1826. Le site a été occupé par un ensemble de bâtiments à l'allure de château, construit au début du XXe siècle.
Un vignoble a été développé à proximité ; un restaurant est installé sur le site (Klosterschänke).

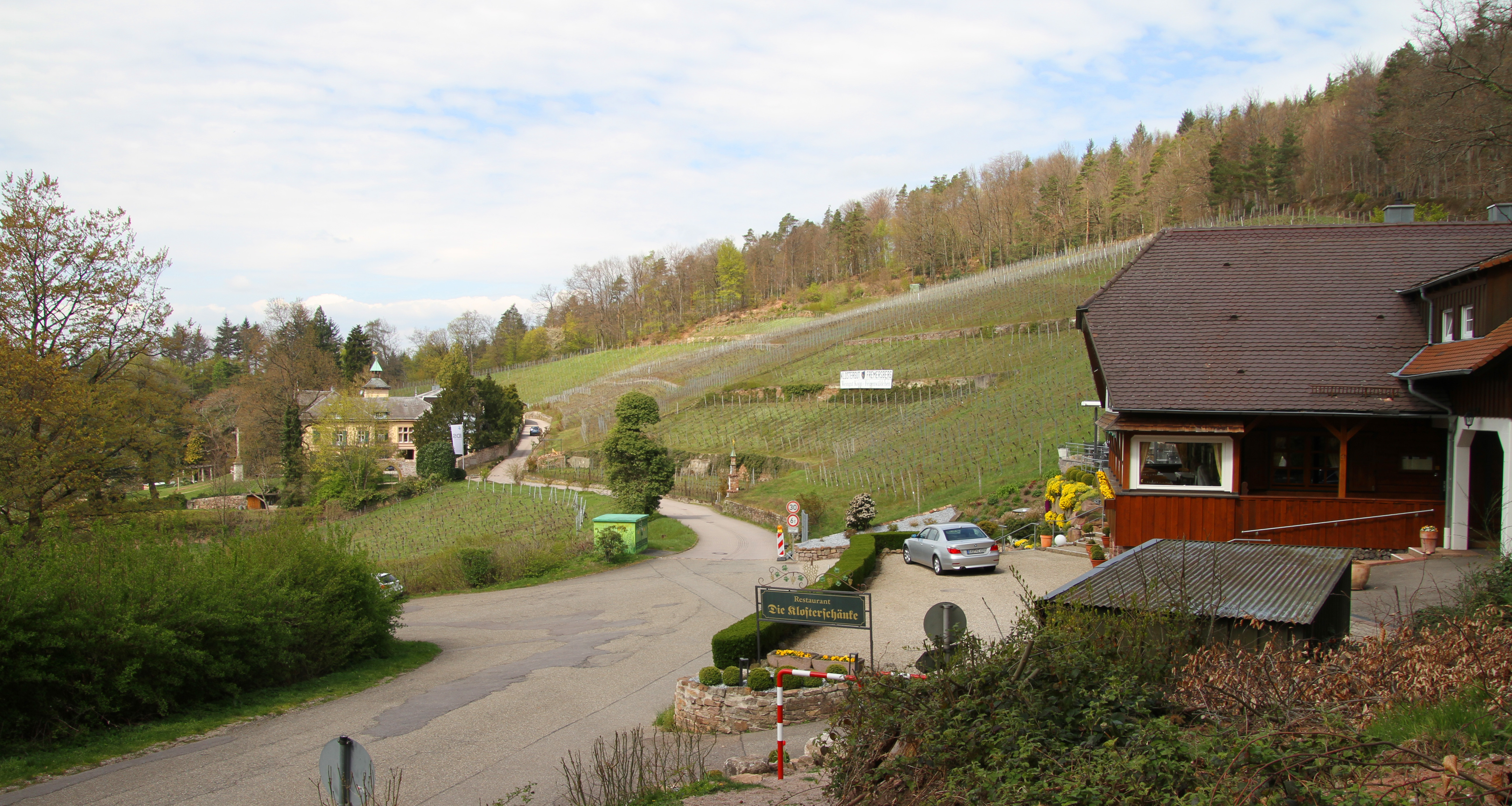
Vue d'ensemble du site depuis l'est.
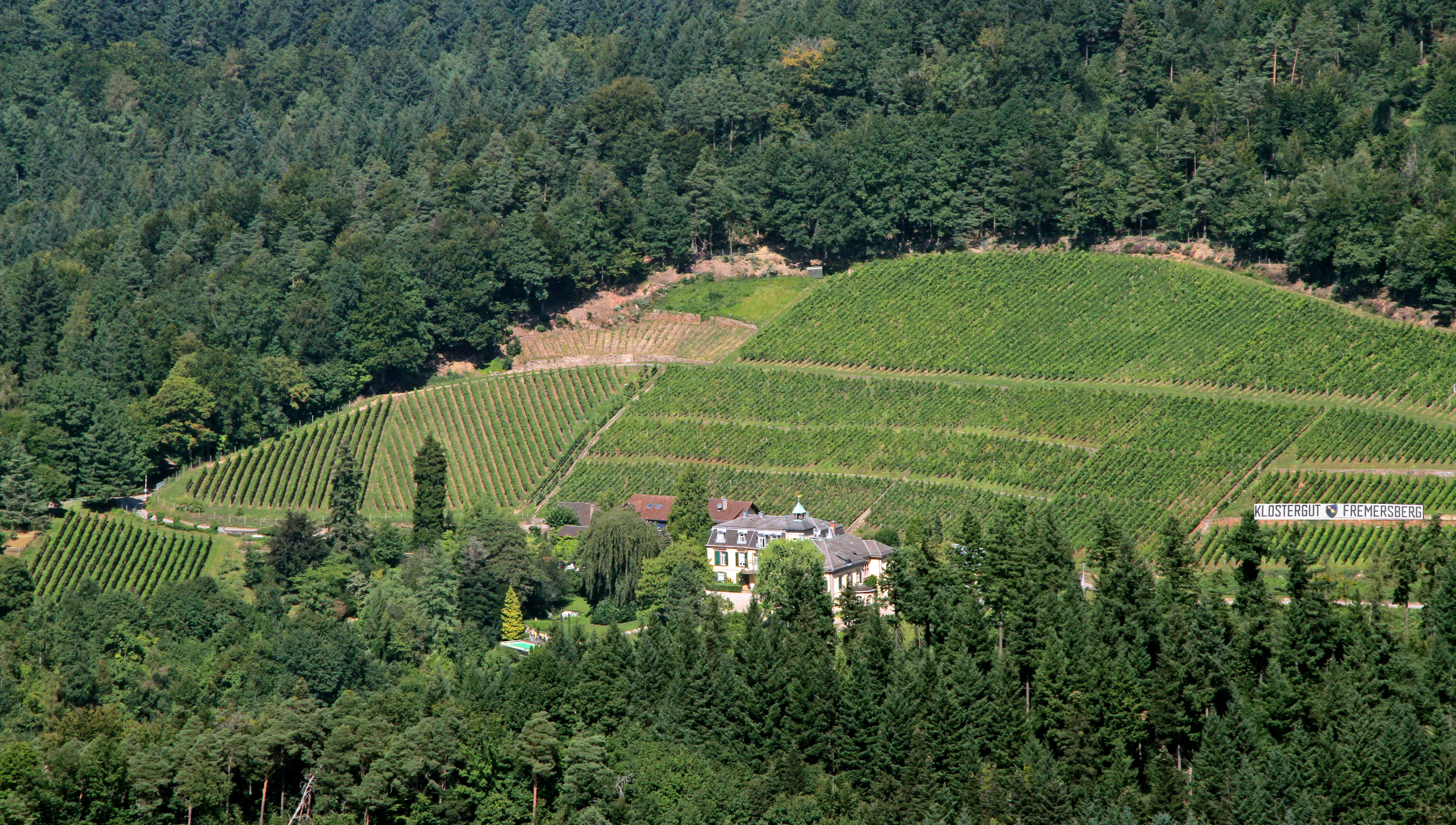
Vue d'ensemble du site depuis le sud.
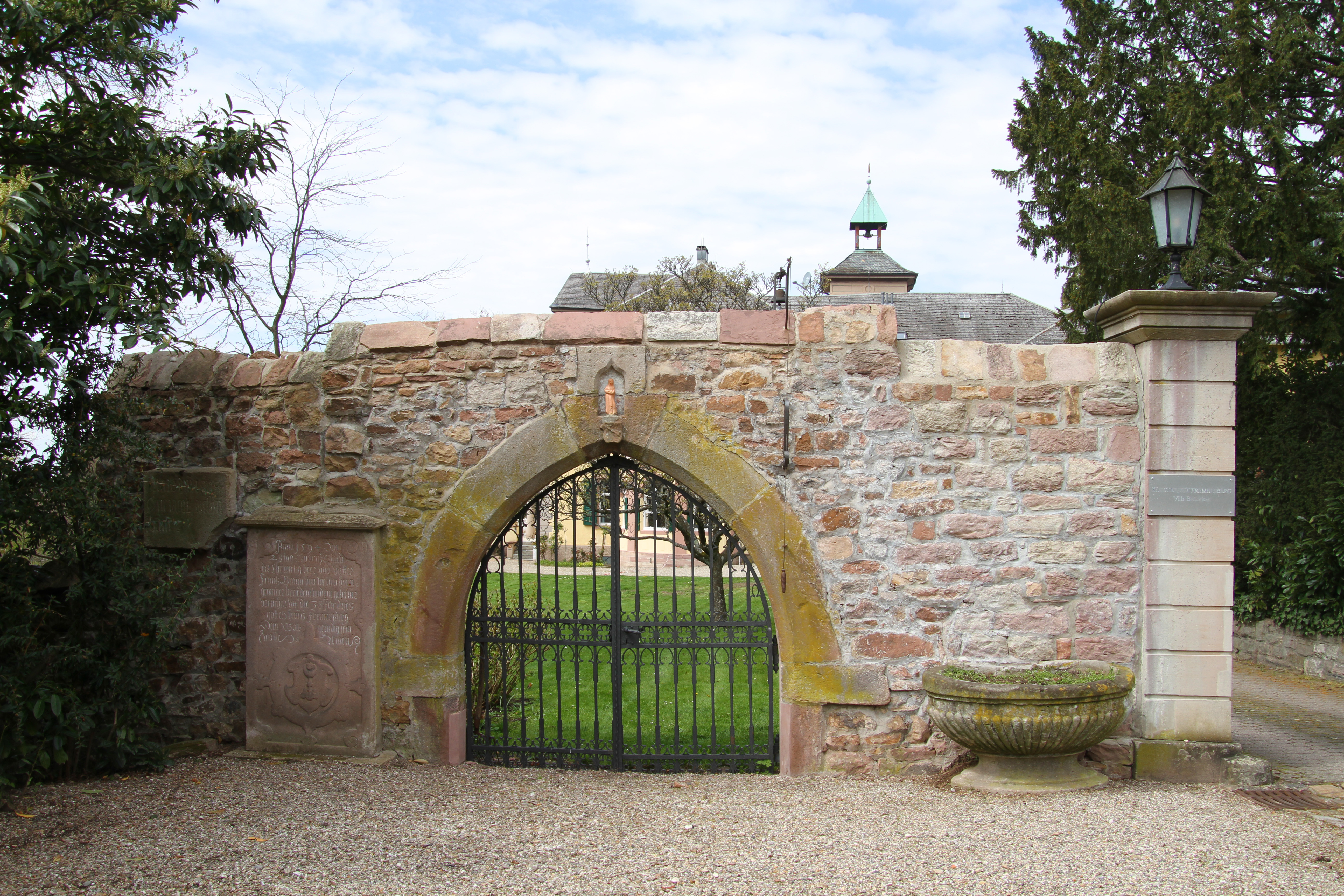
Domaine du Fremersberg : portail, pierre tombale.
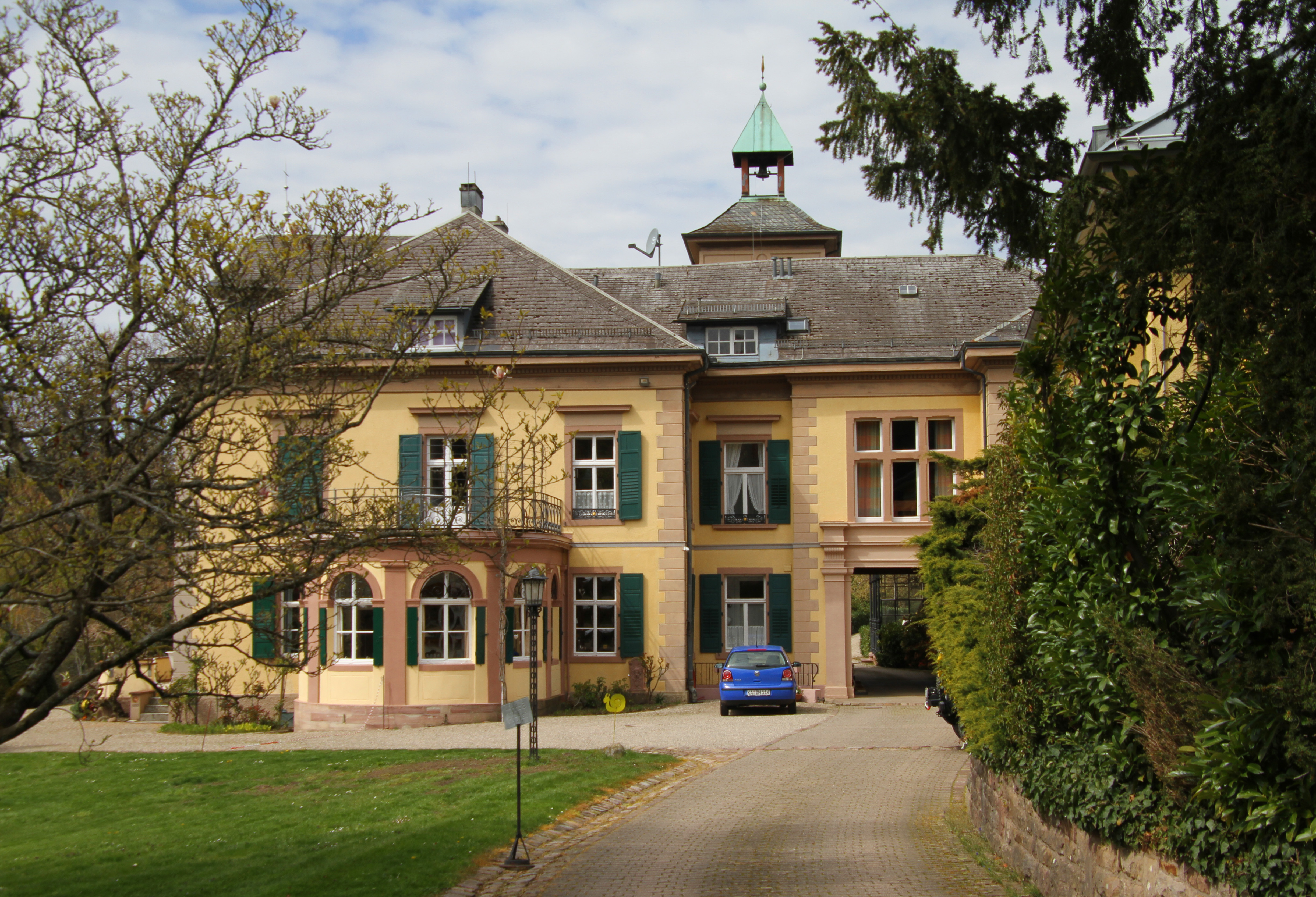
Le château.
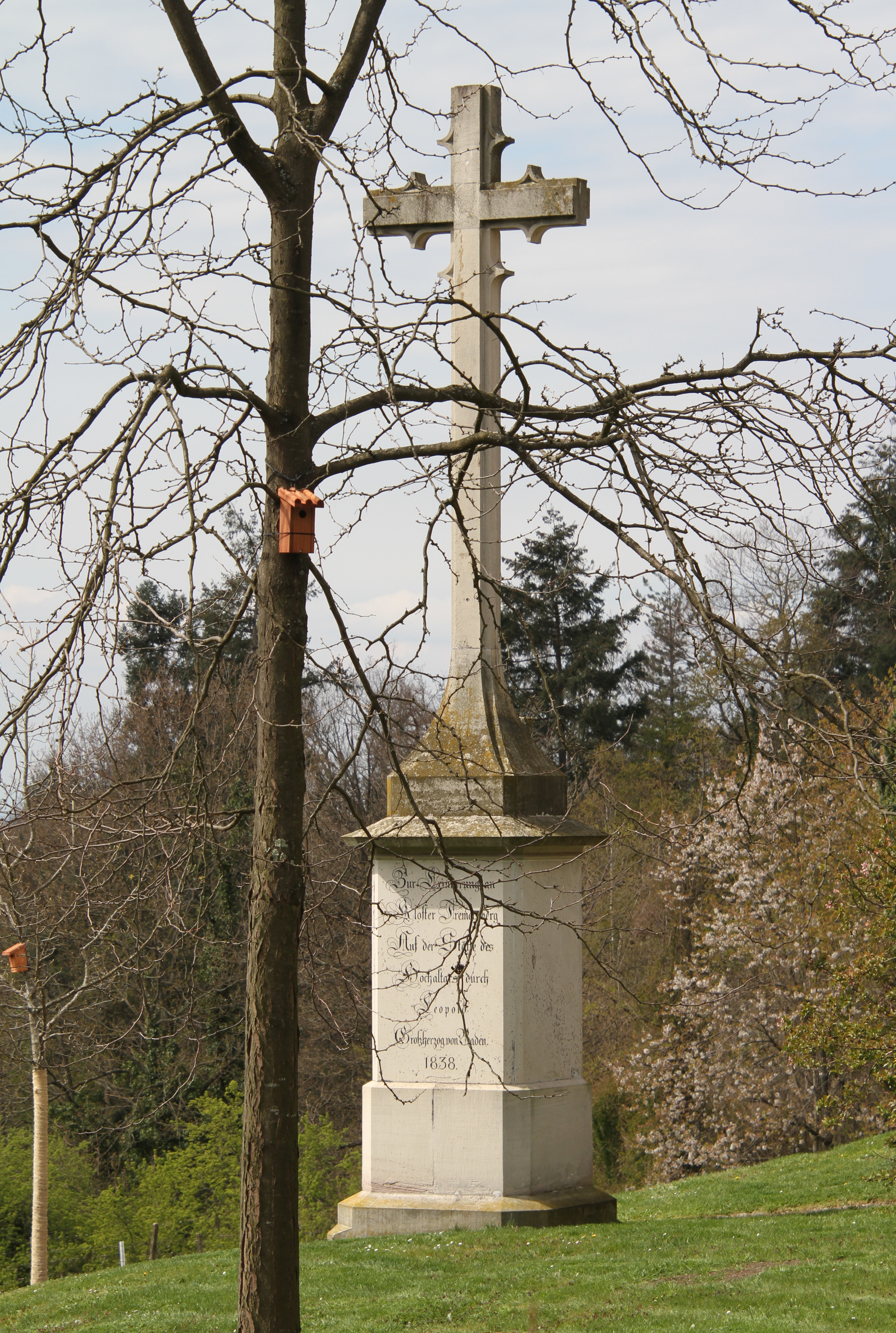
Croix à l'emplacement exact du monastère.
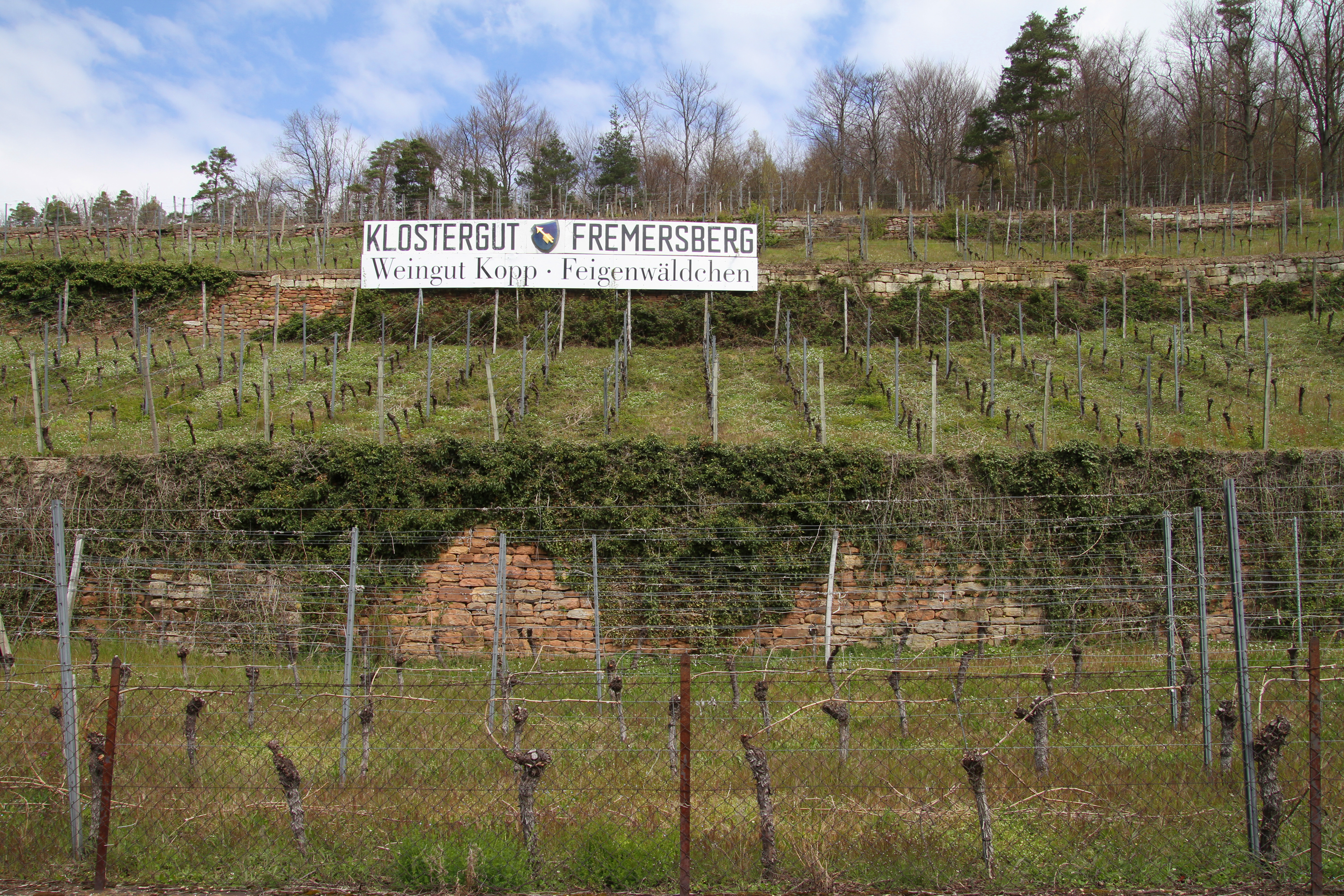
Le vignoble.

### Pavillon de chasse du Fremersberg
Situé à la limite nord-ouest du massif boisé, il a été construit par Johann Michael Ludwig Rohrer (de) dans les années 1716-1721 à la demande de la margravine Françoise-Sibylle de Saxe-Lauenbourg, alors régente du margraviat de Bade-Bade, pour plaire à ses fils.
Après la Seconde Guerre mondiale et jusqu'en 1992, il a été la résidence du général commandant les forces françaises en Allemagne. C'est à cet endroit que, le 29 mai 1968, le général Massu a reçu le général de Gaulle qui a quitté secrètement Paris.

## Le Fremersberg dans la culture et dans l'art
L'une des quatorze peintures murales de la galerie extérieure de l'établissement thermal de Baden-Baden, dues à Jakob Götzenberger, a pour thème la légende de fondation du monastère du Fremersberg : le margrave Jacques Ier de Bade, perdu en raison d'un orage pendant une chasse au Fremersberg, est recueilli par deux ermites. Reconnaissant, le margrave fonde à cet endroit le monastère franciscain du Fremersberg.
Friedrich Otte, nom de plume de Georg Zetter, poète alsacien d'expression allemande de Mulhouse, a publié en 1846 un poème intitulé Fremersberg dans les Badisches Sagen-Buch, II.
Miloslav Könnemann (de), compositeur et directeur de l'Orchestre philharmonique de Baden-Baden, originaire de Bohême, a composé un poème symphonique en quatre tableaux, Der Fremersberg (créé en 1853), pièce qui évoque l'histoire du margrave perdu dans la montagne.
Mark Twain mentionne le Fremersberg dans son récit de voyage A Tramp Abroad (en) (1880), ou plus précisément un concert en plein air auquel il a assisté à Baden-Baden, où a été joué le poème symphonique de Könnemann, dont il fait une description très expressive ; il dit combien il est sensible à la musique populaire (low-grade music), qui touche les sens, et la préfère à la musique plus savante (high-grade music).